# 爱德华·亨尼希
爱德华·亨尼希（英語：Edward Hennig，1879年10月13日—1960年8月28日），美国男子竞技体操运动员。他曾代表美国获得1904年夏季奥运会体操比赛男子棍棒操和单杠个人金牌。他语1960年在俄亥俄州薩米特縣去世。